# Mieczysław Niedziałkowski

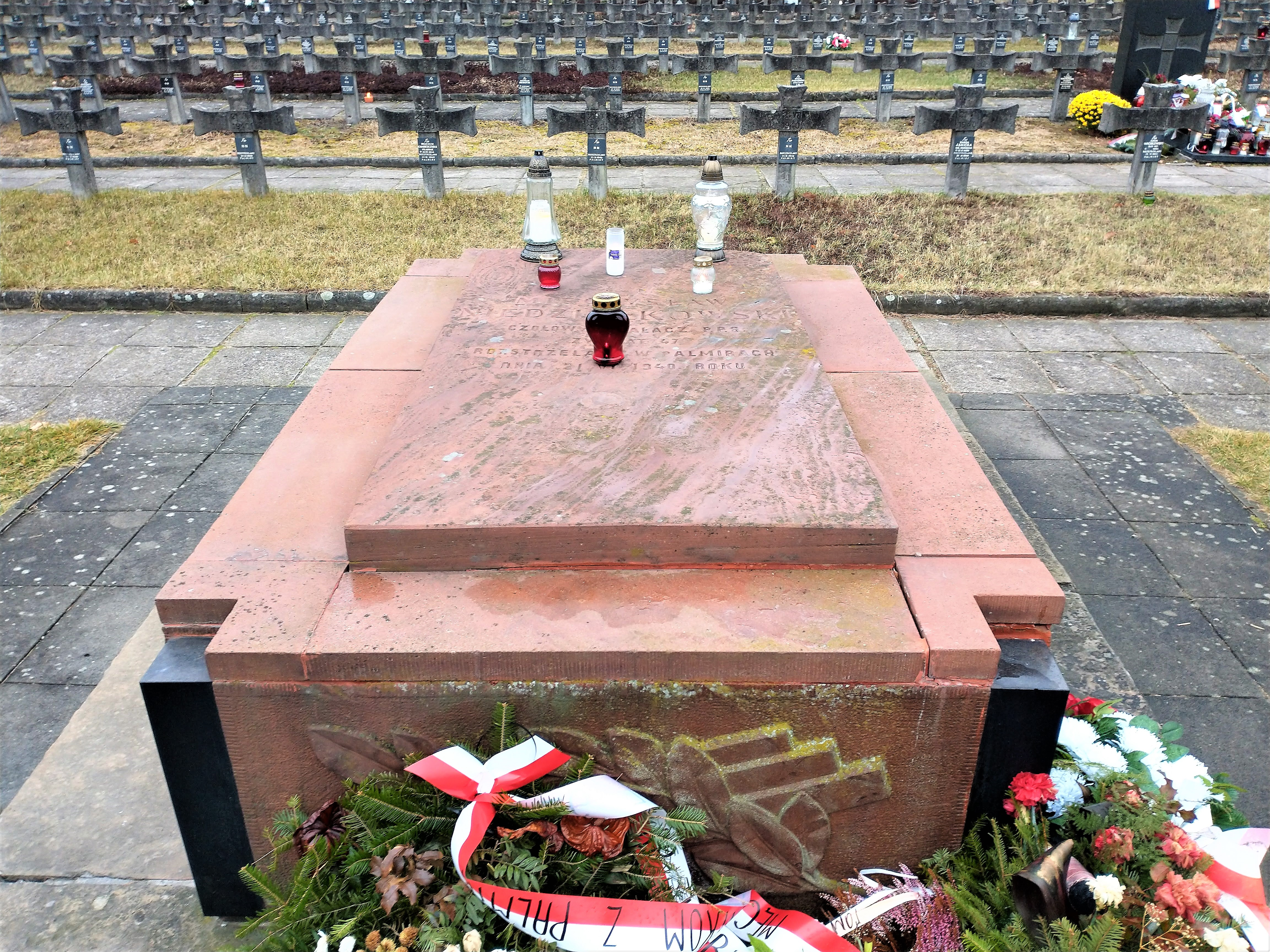
Grób Mieczysława Niedziałkowskiego w Palmirach pod Warszawą

Mieczysław Niedziałkowski, pseudonim Mek (ur. 19 września 1893 w Wilnie, zm. 21 czerwca 1940 w Palmirach koło Warszawy) – polski działacz socjalistyczny (PPS), wieloletni poseł na Sejm RP (1919-1935), publicysta, komisarz cywilny przy Dowództwie Głównym Służby Zwycięstwu Polski, członek Głównej Rady Politycznej.

## Życiorys

### Dzieciństwo i młodość
Urodził się w rodzinie inteligenckiej w Wilnie. Jego ojciec Konrad Bolesław w młodości należał do Międzynarodowej Socjalno-Rewolucyjnej Partii Proletariat (I Proletariat), potem poświęcił się pracy samorządowej i po 1907 był wiceprezydentem a potem prezydentem Wilna. Dwóch stryjów Niedziałkowskiego poległo w Powstaniu styczniowym. Stryj Antoni Karol był  biskupem łucko-żytomierskim.
Uczył się w 1 Gimnazjum Klasycznym w Wilnie. Jako uczeń gimnazjum założył Związek Młodzieży Postępowo-Niepodległościowej, był także jego przewodniczącym. W 1910 wszedł do centralnego komitetu ZPMN.
Od 1912 studiował na Wydziale Prawa Uniwersytetu w Petersburgu, gdzie został prezesem Związku Młodzieży Postępowej. Po utworzeniu w grudniu 1912 Unii Stowarzyszeń Polskiej Młodzieży Postępowo-Niepodległościowej wszedł w skład Biura Wykonawczego dla stowarzyszeń działających w Cesarstwie Rosyjskim.
Po wybuchu I wojny światowej na wezwanie ZMP-N wyjechał do Warszawy i podjął pracę w Centralnym Towarzystwie Rolniczym. W 1914 wstąpił do PPS. W 1915 rozpoczął pracę w Biurze Pracy Społecznej, w tym samym roku został członkiem Warszawskiego Komitetu Okręgowego PPS. Pełnił w nim funkcję sekretarza a od 1916 przewodniczącego. Na Konferencji Centralnej PPS we wrześniu 1916 wybrany do Centralnego Komitetu Robotniczego PPS. Od 1916 uczestniczył wraz z Tomaszem Arciszewskim i Feliksem Perlem w wydawaniu legalnego pisma "Jedność Robotnicza". Wiosną 1917 aresztowany przez władze niemieckie i osadzony przejściowo na Pawiaku. Był pracownikiem Komisji Ochrony  Pracy Tymczasowej Rady Stanu.

### Dwudziestolecie międzywojenne
W listopadzie 1918 został naczelnikiem Wydziału Sejmowego Ministerstwa Spraw Wewnętrznych, a od stycznia 1919 dyrektorem Biura Konstytucyjnego Prezydium Rady Ministrów. Był jednym z współautorów ordynacji wyborczej do Sejmu Ustawodawczego oraz projektu Konstytucji Polskiej Rzeczypospolitej Ludowej przygotowanej przez rząd ludowy Jędrzeja Moraczewskiego.
W wyborach do Sejmu Ustawodawczego w wieku 25 lat wybrany posłem z listy PPS w okręgu wyborczym nr 6 (Płock). Pełnił funkcję sekretarza Sejmu. W Sejmie w maju 1919 był inicjatorem zgłoszenia przez PPS projektu Tymczasowej Ustawy Konstytucyjnej Rzeczypospolitej Polskiej. W trakcie kadencji Sejmu był sekretarzem Komisji Konstytucyjnej, oraz w lipcu 1919 został wybrany członkiem specjalnej Komisji do zbadania działalności administracji na wschodzie. W 1920 reprezentował PPS w Konwencie Seniorów Sejmu.
Jednocześnie w kwietniu 1919 na zjednoczeniowym XVI Zjeździe PPS Niedziałkowski został wybrany do Rady Naczelnej i Centralnego Komitetu Wykonawczego PPS (pełniąc te funkcje do 1939). Wszedł również do Sekretariatu Generalnego CKW i RN wraz z Jerzym Czeszejko-Sochackim i Janem Bajem. Po odejściu Czeszejko-Sochackiego w lipcu 1920 z funkcji sekretarza generalnego funkcję tę objął Mieczysław Niedziałkowski. Od 11 września 1921 do 1925 pełnił funkcję sekretarza generalnego ds. zagranicznych. Z tego tytułu uczestniczył w delegacji PPS na Kongresie założycielskim Socjalistycznej Międzynarodówki Robotniczej w Hamburgu w maju 1923. W 1925 wybrany członkiem egzekutywy SMR.
Wybrany posłem z listy PPS w wyborach parlamentarnych w 1922, oraz w wyborach parlamentarnych w 1928. z listy nr 2 (PPS) w okręgu wyborczym nr 9 (Płock), zaś w 1928 również z listy państwowej. W ob kadencjach był członkiem komisji konstytucyjnej i spraw zagranicznych. W ramach Związku Parlamentarnego Polskich Socjalistów w I kadencji Sejmu był członkiem Komisji Parlamentarnej, zaś w II kadencji wiceprezesem ZPPS, a od 1929 prezesem.
Jednocześnie wraz działalnością polityczną i międzynarodową prowadził aktywną działalność dziennikarską. W okresie 1919–1920 redagował pismo teoretyczne "Przedświt", a w latach 1920–1922 pismo "Trybuna". Był również jednym z czołowych redaktorów "Robotnika".
Po śmierci Feliksa Perla Rada Naczelna PPS powołała go 30 maja 1927 na redaktora naczelnego centralnego pisma PPS "Robotnik".
Był jednym z założycieli "Centrolewu". W czerwcu 1930 wybrany członkiem Tymczasowego Komitetu Wykonawczego Centrolewu. Autor rezolucji przyjętych na Kongresie Obrony Prawa i Wolności w dniu 30 czerwca 1930 w Krakowie. W czasie aresztowań osadzenia posłów w Brześciu, podobno skreślony z listy przeznaczonych do aresztowania przez Józefa Piłsudskiego.
Wybrany w wyborach parlamentarnych w 1930 z listy Związku Obrony Prawa i Wolności Ludu (listy nr 7) w okręgu wyborczym nr 9 (Płock). Po unieważnieniu wyborów w okręgu orzeczeniem Sądu Najwyższego z 9 maja 1931, został w październiku tego roku ponownie wybrany w tym okręgu. W nowym Sejmie objął przewodnictwo Związku Parlamentarnego Polskich Socjalistów. Był członkiem Komisji Budżetowej.
Na XXIV Kongresie PPS w Radomiu w lutym 1937 był autorem uchwały programowej zwanej "Programem radomskim". Reprezentował PPS w delegacjach do prezydenta RP Ignacego Mościckiego w listopadzie 1937 oraz w kwietniu 1939, przedstawiając plan powołania rządu obrony narodowej.

### II wojna światowa

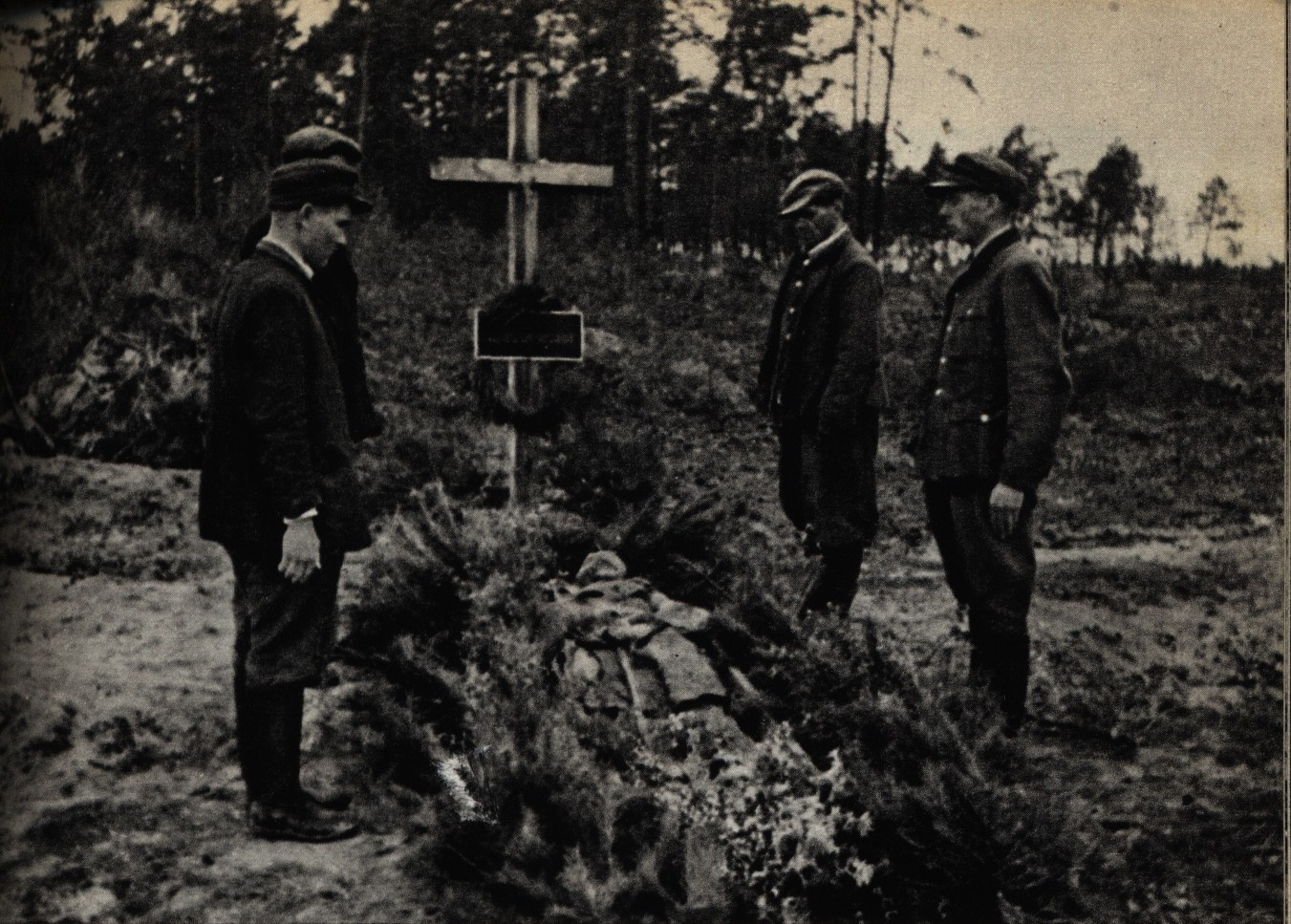
Zwłoki Mieczysława Niedziałkowskiego ekshumowane w Palmirach. Kwiecień 1946 roku

Po wybuchu II wojny światowej uczestniczył czynnie w obronie Warszawy, współorganizując Robotniczą Brygadę Obrony Warszawy. Od 20 września, jako jeden z trzech przedstawicieli PPS został członkiem ponadpartyjnego Komitetu Obywatelskiego przy dowódcy Armii „Warszawa”. Za udział w obronie Warszawy odznaczony Krzyżem Walecznych. Uczestniczył w rozpoczęciu działalności konspiracyjnej PPS-WRN. Został członkiem Rady Politycznej Służby Zwycięstwu Polski i komisarzem cywilnym przy SZP. Pełnił również funkcję szefa Biura Informacji Prasowej SZP wydając "Wiadomości Polskie" (przy redagowaniu i wydawaniu pisma współpracował z nim Stanisław Dubois ze swoją grupą konspiracyjną późniejszą Barykadą Wolności.
Udzielał się również w legalnym Komitecie Obywatelskim i Stołecznym Komitecie Samopomocy Społecznej.
Aresztowany przez Gestapo 23 grudnia 1939 roku. Zamordowany przez Niemców w ramach akcji AB, mającej na celu eksterminację polskiej inteligencji. Zginął 21 czerwca 1940, rozstrzelany w masowej egzekucji w Palmirach.
Przez władze PRL odznaczony pośmiertnie Krzyżem Grunwaldu I klasy oraz Medalem Zwycięstwa i Wolności.
12 sierpnia 1954 odznaczony pośmiertnie Krzyżem Niepodległości Polski Podziemnej z Mieczami przez  Prezydenta RP na Wychodźstwie Augusta Zaleskiego.

## Publikacje (wybór)
- "Organizacja pośrednictwa pracy", Warszawa 1916;
- "Izby wyższe w parlamentach współczesnych" Warszawa 1918;
- "Przeciw Senatowi", Warszawa 1920;
- "Sprzeczności w bolszewizmie. Dwa odczyty posłów socjalistycznych – M. Niedziałkowskiego i K. Czapińskiego", Lwów 1921;
- "Zadania polskiej polityki socjalistycznej", Chicaho 1921;
- "O co walczy Polska Partia Socjalistyczna", Warszawa 1923;
- "Położenie międzynarodowe Polski i polityka socjalizmu polskiego", Warszawa 1925;
- "Teoria i praktyka socjalizmu wobec nowych zagadnień" Warszawa 1926;
- "O wolność i władze dla ludu. Mowy posłow socjalistycznych tow. tow. M. Niedziałkowskiego, H. Liebermena", Warszawa 1929;
- "Demokracja parlamentarna w Polsce", Warszawa 1930;
- "Polska Partia Socjalistyczna 1914-1918", w: Księga jubileuszowa PPS, Warszawa 1932;
- "Polityka sanacyjna. Budżet-Położenie gospodarcze-Stan polityczny. Mowy budżetowe posłów socjalistycznych: M.Niedziałkowskiego i in.", Warszawa 1933

## Niedziałkowski jako patron
Mieczysław Niedziałkowski jest patronem ulic w: Choszcznie, Głogowie, Gdańsku, Legnicy, Łebie, Łodzi, Myśliborzu, Nowym Sączu, Olszynie, Opolu, Policach, Poznaniu, Radomiu, Warszawie, Wrocławiu, Słupsku, Starogardzie Gdańskim, Szczecinie, Środzie Wielkopolskiej, Świdwinie, Świnoujściu, Tarnowskich Górach, Wąbrzeźnie, Zabrzu, Zawierciu, Żninie.
W 1946 imię Mieczysława Niedziałkowskiego nadano radiostacji Warszawa I w Raszynie